# Juan Luis Goenaga
Juan Luis Goenaga Mendiola (San Sebastián, Guipúzcoa, 9 de enero de 1950-Madrid, 13 de agosto de 2024) fue un pintor español de estilo entre expresionista y matérico.

## Carrera
Nombre destacado de la pintura vasca, su estilo se puede definir como una figuración expresionista, que frecuentemente queda oculta bajo una gestualidad muy libre y a veces matérica, en colores mayormente oscuros. Goenaga se niega a etiquetas, aunque dice moverse en la figuración “casi siempre”, que a veces queda “más diluida”.
El arte de Goenaga se inclina recurrentemente a temas etnográficos, de la pintura rupestre, la mitología vasca, y el paisaje. Inspirado por la orografía y clima locales, Goenaga opta por colores terrosos, pétreos y oscuros, aunque en ocasiones sorprende con fogonazos vivos: rojo, verde, amarillo. Otro de sus intereses es el mundo de la pareja y del desnudo, del que permanecen inéditas numerosas piezas creídas poco comerciales por su audacia.
En 2020, el cineasta estadounidense Woody Allen rodó algunos planos de su filme Rifkin's Festival recreando el taller que Goenaga tiene en Alquiza, para lo cual el pintor prestó pinturas y enseres.
Era el padre de la actriz Bárbara Goenaga. 

### Exposiciones
Goenaga expuso por primera vez en 1971, en una muestra colectiva en París. Sus primeras individuales tuvieron lugar en Durango (Vizcaya) (1973), en el museo de San Telmo de San Sebastián y diversas galerías vascas.
A pesar de la diferencia de edad, habitualmente se le relaciona con el grupo Gaur, de José Luis Zumeta y Rafael Ruiz Balerdi (nacidos en la década de los 30), debido a su precocidad y su estrecha relación con ellos, tanto artística como personal.
Entre sus individuales, se pueden señalar: Museo de Bellas Artes de Bilbao (1978), tres en el Museo de San Telmo (1979, 1981 y 1986), galería Windsor de Bilbao (1981, 1984 y 1990), París (1985), Nueva York (1987), Bayona (1999)… 
Su presencia en muestras colectivas es aún mayor: Praga (1978), Pontevedra (1983), Colonia (1984), Zaragoza (1986), una itinerante en EE. UU. (1998-2001), Biarritz… Merecen especial mención: la de Torre Luzea en Zarauz (1984), donde expone con Balerdi y Zumeta, y la colectiva El modernismo en el Museo Bonnat de Bayona (1985).
En 2001 presentó una controvertida serie de temática erótica, Postura txinarrak. En junio de 2003, se le expuso junto con Ruiz Balerdi y Vicente Ameztoy en una pequeña muestra en San Telmo, y meses después en la Sala-Kubo del Kursaal de San Sebastián, junto con Zumeta, Remigio Mendiburu y Ruiz Balerdi. En esta última, Goenaga sorprendió con un colorido más vivo, influencia de un viaje a Menorca.
A finales de 2005, volvió a exponer en Bilbao, principalmente pinturas sobre papel, aunque en su afán de experimentación, había probado a pintar sobre soportes atípicos, como prendas de vestir.
En 2017 tuvo lugar una retrospectiva sobre su trayectoria en las salas de la Fundación Vital Fundazioa de Vitoria comisariado por Juanma Arriaga, de Kur Art Gallery.
El cartel de la 79 Edición de la Quincena Musical fue protagonizado por una obra de arte de Juan Luis, en 2018.
En septiembre de 2020, la sala Kubo-kutxa de San Sebastián abrió una gran retrospectiva de su obra.

### Presencia en museos
Su obra está presente en los más importantes museos y colecciones vascas: Museo de Bellas Artes de Bilbao, Museo de San Telmo, ARTIUM de Vitoria, Museo Diocesano de San Sebastián, así como en la Fundación Kutxa, Grupo BBVA, etc.

### Premios
- XI Certamen Juvenil Nacional de Arte, 1969, Málaga
- VI Gran Premio de Pintura Vasca, 1975, Museo San Telmo (Eduardo Chillida forma parte del jurado)
- Primer premio Villa de Bilbao, 1985, Bilbao
- Primer premio en la Bienal Donostia de pintura, 1985, Museo San Telmo
- Primer premio de pintura "Gure Artea 87", 1987, Vitoria

### Libro monográfico
El 8 de noviembre de 2018, se publicó un libro monográfico recogiendo 5 décadas de la trayectoria de Juan Luis. Lo editaron el comisario de arte Mikel Lertxundi Galiana y la Editorial Nerea con el respaldo de Petronor. Cuenta con 256 páginas y 178 ilustraciones. ISBN 978-84-15042-96-9.